# Пиза (провинция)
Пи́за (итал. Provincia di Pisa) — провинция в Италии, в регионе Тоскана.  Его столица город Пиза. Расположена в долине реки Арно в 10 км от Лигурийского моря (Средиземноморье). В первую очередь Пиза известна благодаря своей «падающей» башне, которая является одним из символов Италии. Город сохранил большую часть контура старинных стен и уникальную историческую атмосферу. Пиза отличается прежде всего замечательной группой зданий на площади Пьяцца дель Дуомо, которая также называется Площадью Чудес. Площадь 185 квадратных километров (71 кв. миль)  и населением 87 423 человека (на 2023 год), это вторая по численности населения и пятая по величине провинция Тосканы. Состоит из 37 муниципальных образований.
Её история восходит к этрускам и финикийцам. Провинция достигла расцвета и влияния в Средиземноморье в XII и XIII веках. Пиза, столица провинции, известна своей падающей башней и другими историческими достопримечательностями, привлекающими туристов.

## Города провинции Пиза
- Пиза (Pisa)
- Вольтерра (Volterra)
- Сан Миниато (San Miniato)
- Лаятико (Lajatico)
- Кианни (Chianni)

## Курорты провинции Пиза
- Тиррения (Tirrenia)
- Марина ди Пиза (Marina di Pisa)

## Достопримечательности провинции Пиза
- Пизанская башня
- Соборный комплекс Площади чудес (Campo dei Miracoli)

## Известные люди провинции Пиза
- Галилео Галилей (Пиза, 1564 - 1642)
- Андреа Пизано (Понтедера, 1270 - 1348)
- Андреа Бочелли (Лаятико, 1958 - н.в.)